# Sulfòxid de tiopropanal
El sulfòxid de tiopropanal (C₃H₆OS), pertany a un tipus d'organosulfur conegut com a sulfòxid de tiocarbonal (anteriorment "sulfins"). Es tracta d'un líquid que actua com a agent lacrimogen. La substància química és alliberada per les cebes quan es tallen en rodanxes. L'alliberament és a causa del trencant de les cèl·lules, que alliberen uns enzims anomenats al·liïnases, els quals trenquen els sulfòxids dels aminoàcids, generant àcid sulfènic. Un àcid sulfènic específic, l'àcid 1-propenesulfènic, format quan es tallen les cebes, és reorganitzat ràpidament per un segon enzim, anomenat el LFS (lachrymatory factor synthase), creant-se el sulfòxid de tiopropanal. El gas es dispersa a través de l'aire i quan entra en contacte amb l'ull, estimula les neurones sensorials produint una sensació de picor i dolor. Aleshores les glàndules lacrimals alliberen llàgrimes per diluir i expulsar la substància irritant. Recentment, s'ha trobat un compost lacrimogen estructuralment relacional, el sulfòxid de tiobutanal (C₄H₈OS), en una altra espècie del gènere Allium, Allium siculum.